# 月刊URALA
『月刊URALA』（げっかんウララ）は、株式会社ウララコミュニケーションズが発行する福井県のタウン情報誌。

## 概要
1988年に創刊した月刊のタウン情報誌で、創刊準備号を経て同年の10月号から刊行されている。毎月25日発売で、創刊号は1988年9月25日に発売した。現在の定価は630円。
雑誌名のURALA（ウララ）は、私達（うららぁ）という意味の福井弁である。現在の雑誌名のロゴタイプは、2003年1月号から使用されている。

## 紙面
扱っている内容は衣食住にとどまらず、人や地域イベント映画・音楽など幅広いジャンルにわたる。また、表紙や企画内のモデルに県民や福井県に関わっている人たちを採用している。その支持層は幅広く、20代から30代の女性を中心に老若男女問わず幅広い層から支持を受けている。
また、県内の飲食店や美容室、病院など待合場所があるところには目にすることの多い月刊誌である。

## 表紙
表紙には、福井県内在住者あるいは同県出身者の女性が起用されている（例外あり、後述）。本誌が主催する「うらら姫コンテスト」のグランプリとなった女性がモデルとなる場合もある。なかでも、2013年のグランプリに選ばれた西村まどかは、2013年12月号の表紙を飾り、それ以降複数にわたり表紙を飾っている。
主な表紙起用者
- 吉江幸貴（2009年うらら姫準グランプリ[6]）：2009年11月号[7][8]
- 山田優：2012年10月号[9]
- 水谷千重子：2016年9月号[10]
- 広瀬すず：2017年3月号[11]
- 西村まどか：2013年12月号、2016年6月号[12]、2018年10月号[13]（創刊30周年記念号）

## 別冊
- 家と暮らそう。
- 福井まるごとグルメ本
- 福井のカフェ&スイーツブック とろりんカフェ
- URALA別冊「福井の絶品ラーメン決定版」
- 福井・食のバラエティBOOK
- ふくい食の大図鑑
- 夢への挑戦者たち
- 福井生活お役立ちガイド
- ふくい食べ歩き2000軒2008-2009

## 共同発行誌
- Rural[14]（ルーラル）：ウララコミュニケーションズをはじめとする北信越地方の出版社による共同発行誌。2016年に創刊。まちなみカントリープレス（長野県・KURA、雑誌発売元）、ジョイフルタウン（新潟県・月刊にいがた）、シー・エー・ピー（富山県・月刊タウン情報とやま）、ストアインク（石川県・Favo）と共同で編集を行っている。

## 発売地域
『月刊URALA』は以下の地域で発売されている。
- 福井県の全域
- 石川県小松市および加賀市